# Adolf Katz (SS-Mitglied)

Adolf Katz

Adolf Friedrich Heinrich Katz (* 9. März 1899 in Hannover; † 7. Mai 1980 in Bad Homburg vor der Höhe) war ein deutscher Jurist, Politiker (NSDAP), Verwaltungsbeamter und SS-Führer, zuletzt SS-Brigadeführer und Generalmajor der Waffen-SS.

## Leben und Wirken
Der Lehrersohn legte nach dem Besuch des Goethe-Gymnasiums in Hannover 1917 das Abitur ab.  Er trat im Juni 1917 in die kaiserliche Armee ein und nahm als Soldat des
Reserve-Feldartillerie-Regiments 10 und ab Januar 1918 des Reserve-Feldartillerie-Regiments 47 am Ersten Weltkrieg teil. Von November 1918 bis März 1919 gehörte er dem Grenzschutz Ost an.
Anschließend studierte er von 1919 bis 1923 Rechtswissenschaften an der Universität Göttingen. Während seiner Studienzeit nahm er als Angehöriger des Zeitfreiwilligenbataillons Göttingen im Frühjahr 1920 an den Ruhrkämpfen teil.  Von 1923 bis Anfang 1925 war Katz Gerichtsreferendar und wurde 1925 in Göttingen zum Dr. jur. promoviert. Von 1925 bis 1933 arbeitete er im Versicherungsgewerbe.
Der NSDAP trat er zum 1. September 1929 bei (Mitgliedsnummer 149.075) und im Juni 1930 der SS (SS-Nummer 3.199). Ab 1933 war er Stadtverordneter in Essen. Vom 18. Oktober 1933 bis mindestens zum 31. Dezember 1936 amtierte Katz als Polizeipräsident von Aachen und wurde offiziell Mitte März 1937 in den Ruhestand versetzt. Seit Oktober 1931 nebenamtlicher SS-Führer wurde er am 1. Januar 1937 in den hauptamtlichen SS-Dienst übernommen und zum Führer des SS-Abschnittes XXXIV in Neustadt an der Weinstraße ernannt. Am 9. November 1937 erfolgte die Ernennung zum SS-Oberführer. Von Anfang November 1938 bis Anfang Juni 1939 war er im Stab des SS-Hauptamts und danach als Amtschef und Chef des Personalamtes-SS/Zentralkartei im SS-Hauptamt eingesetzt.
Von März 1936 bis zum April 1938 saß Katz als Abgeordneter für den Wahlkreis 20 (Köln-Aachen) und dann von April 1938 bis zum Ende der NS-Herrschaft als Abgeordneter für den Wahlkreis 4 (Potsdam) im nationalsozialistischen Reichstag.
Kurz vor Beginn des Zweiten Weltkrieges wurde Katz Ende August 1939 als Oberleutnant der Reserve zur Wehrmacht einberufen. Ab Mitte Dezember 1939 kommandierte er die II./SS-Totenkopf-Artillerie-Ersatzabteilung und wurde Anfang März 1940 in die Waffen-SS als Reserveführer übernommen. Anschließend als Kommandeur verschiedener Artillerie-Abteilungen der SS-Totenkopfdivision eingesetzt, wurde er im September 1942 als SS-Standartenführer der Reserve aus der Waffen-SS entlassen. Danach wurde er in das SS-Personalhauptamt versetzt, wo er von November 1942 bis zum Kriegsende zunächst Chef der Amtsgruppe II (Führernachwuchs) war und zugleich stellvertretender Leiter des SS-Personalhauptamtes. Ab dem 20. April 1943 als SS-Oberführer in den aktiven Dienst der Waffen-SS übernommen, wurde er am 30. Januar 1944 noch bis zum SS-Brigadeführer und Generalmajor der Waffen-SS befördert. Ab Anfang März 1945 wurde er im SS-Personalhauptamt zusätzlich als Chef der Amtsgruppe C (Personalamt Waffen-SS) verwendet.
Nach dem Zweiten Weltkrieg trat Katz, der als Vertreter in der freien Wirtschaft tätig wurde, nicht mehr öffentlich in Erscheinung.

## Auszeichnungen
- Eisernes Kreuz II. Klasse (1914), II. Klasse (1914) mit Spange und I. Klasse (1939)
- Ehrenkreuz für Frontkämpfer
- Verwundetenabzeichen (1918) in schwarz
- Kriegsverdienstkreuz (1939) II. Klasse mit Schwertern, I. Klasse mit Schwertern
- Ehrendegen des Reichsführers SS
- Totenkopfring der SS
- SS-Dienstauszeichnungen in Silber und Bronze